# Ametista do Sul
Ametista do Sul este un oraș în Rio Grande do Sul (RS), Brazilia.